# Marianne Eriksson
Marianne Eriksson (ur. 17 maja 1952 w Sztokholmie) – szwedzka socjolog i polityk, działaczka partyjna, deputowana do Parlamentu Europejskiego w latach 1995–2004.

## Życiorys
Z wykształcenia pedagog. W 1979 wstąpiła do Partii Lewicy. Była jej sekretarzem politycznym i zastępczynią organizacji kobiecej.
W wyborach w 1995 i 1999 uzyskiwała mandat posłanki do Parlamentu Europejskiego IV i V kadencji. Należała do Konfederacyjnej Grupy Zjednoczonej Lewicy Europejskiej i Nordyckiej Zielonej Lewicy (od 1997 do 1999 jako jej wiceprzewodnicząca), pracowała m.in. w Komisji Praw Kobiet i Równouprawnienia (od 1999 jako jej wiceprzewodnicząca). W PE zasiadała do 2004.
Pozostała aktywistką partyjną m.in. jako rzecznik w Örebro i od 2007 przewodnicząca struktur w metropolii Sztokholmu.